# ベンガル湾
ベンガル湾（ベンガルわん、英語: Bay of Bengal、ヒンディー語: बंगाल की खाड़ी、ベンガル語: বঙ্গোপসাগর、オリヤー語:ବଙ୍ଗୋପସାଗର、テルグ語:బంగాళాఖాతం、タミル語:வங்காள விரிகுடா、ビルマ語: ဘင်္ဂလားပင်လယ်အော်、シンハラ語: බෙංගාල බොක්ක、アチェ語:Teulôk Banggali、インドネシア語:Teluk Benggala）は、インド洋の北東部に位置する湾で、三角形に近い南方に開けた形をしている。東はミャンマーおよびアンダマン・ニコバル諸島連邦直轄地、西はインド亜大陸、北は名前の元となったベンガル地方に面している。同湾の東側の海域はアンダマン海と呼ばれる。
インドやバングラデシュの多くの川がベンガル湾に注いでいる。北からはガンジス川水系のフーグリー川、メグナ川、西からはマハナディ川、ゴーダーヴァリ川、クリシュナ川、カーヴィリ川が流れ込んでいる。湾北部のベンガル地方には、最大のマングローブ群生地帯として知られるシュンドルボンがある。
チェンナイ（旧名マドラス）やコルカタ（旧名カルカッタ）といった大都市がベンガル湾に接しており、古くから交易拠点として栄えてきた。

## 範囲
国際水路機関はベンガル湾の境界を以下のように定めている。
東側
ミャンマーのネグライス岬（北緯16度3分）から、アンダマン諸島の島々の間の狭い海域がすべて線の東側に位置しベンガル湾から除外されるように小アンダマン島のSandy Point（北緯10度48分 東経92度24分 / 北緯10.800度 東経92.400度）まで結び、そこからアンダマン海の南西側境界に沿って進む、すなわち島々の間の狭い海域がすべてアンダマン海に属するようにニコバル諸島の西の島々を通ってPoeloe Brasを経由しOedjong Raja （北緯5度32分 東経95度12分 / 北緯5.533度 東経95.200度）に至る線。
南側
インドとセイロンの間にかかるアダムスブリッジとセイロン最南端のドンドラ岬を結び、 Poeloe Bras （北緯5度44分 東経95度04分 / 北緯5.733度 東経95.067度）に至る線。

## ギャラリー

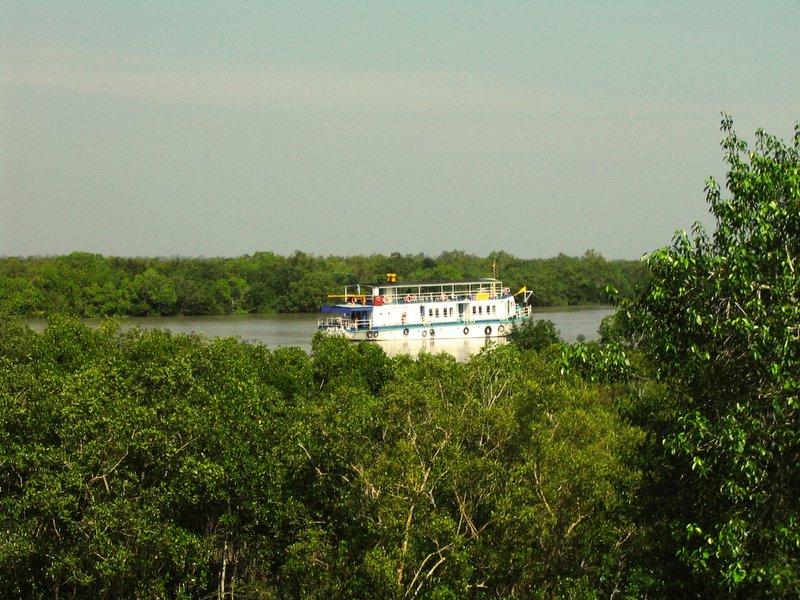
インドのスンダルバンスには世界最大のマングローブ森林が広がる
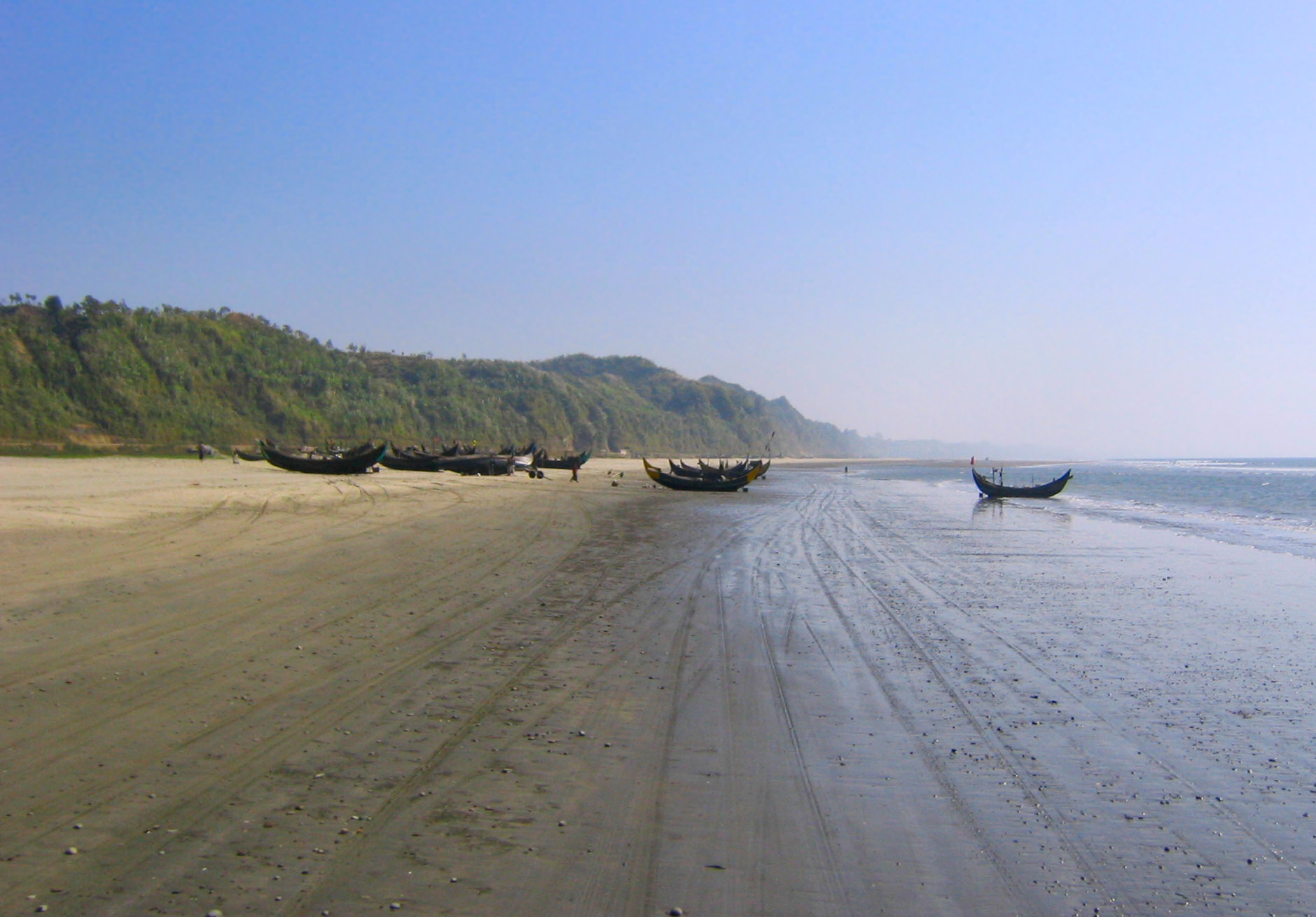
バングラデシュのコックスバザールは世界最長の直線海岸である